# Jürgen Gjasula
Jürgen Fatmir Gjasula (Tirana, 5 december 1985) is een Albanees voetballer die speelt als aanvallende middenvelder bij 1. FC Magdeburg. Hij heeft ook een Duits paspoort.
Gjasula speelde voor verschillende clubs in Duitsland, Zwitserland en Bulgarije.
Gjasula heeft twee interlands voor Albanië op zijn naam staan. Zijn debuut maakte hij op 14 augustus 2013 in een vriendschappelijke wedstrijd tegen Armenië.

## Familie
Zijn ouders komen uit Kosovo (toenmalig Joegoslavië). Hij is de oudere broer van Klaus Gjasula. De voornamen Klaus en Jürgen zijn in de Albanese cultuur erg ongebruikelijk. De broers zijn vernoemd naar Klausjürgen Wussow, die de hoofdrol speelde in de Duitse tv-serie Die Schwarzwaldklinik. Het was de favoriete serie van hun oma.